# Gyalectaceae
Gyalectaceae Stizenb – rodzina grzybów z rzędu Gyalectales.

## Systematyka
Pozycja w klasyfikacji według Index FungorumGyalectaceae, Gyalectales, Lecanoromycetidae, Lecanoromycetes, Pezizomycotina, Ascomycota, Fungi.
RodzajeWedług aktualizowanej klasyfikacji Index Fungorum bazującej na Dictionary of the Fungi do rodziny tej należą rodzaje:
- Cryptolechia A. Massal. 1853
- Finerania C.W. Dodge 1971
- Francisrosea Ertz & Sanderson 2021
- Gyalecta Ach. 1808 – wgłębniczek
- Neopetractis Ertz 2021
- Pachyphiale Lönnr. 1858 – sadlinka
- Ramonia Stizenb. 1862
- Sarcoexcipula Etayo 2008
- Semigyalecta Vain. 1921[2].

Nazwy polskie według W. Fałtynowicza.